# Wonderful world (ASKAのアルバム)
『Wonderful world』（ワンダフル・ワールド）は、ASKAの11作目のオリジナル・アルバム。2022年11月25日に12cmCDで発売された。発売元はDADAレーベル。

## 背景
前作『Breath of Bless』から約2年8か月ぶりとなる作品。

## 収録曲
| 全作曲: ASKA。 |                          |                |            |                    |      |
| #              | タイトル                 | 作詞           | 作曲・編曲 | 編曲               | 時間 |
| 1.             | 「太陽と埃の中で」       | ASKA           | ASKA       | 澤近泰輔           | 5:38 |
| 2.             | 「自分じゃないか」       | ASKA           | ASKA       | ASKA               | 3:32 |
| 3.             | 「笑って歩こうよ」       | ASKA           | ASKA       | 松本晃彦、澤近泰輔 | 4:21 |
| 4.             | 「どんな顔で笑えばいい」 | ASKA           | ASKA       | 鈴川真樹           | 5:36 |
| 5.             | 「だからって」           | ASKA、松井五郎 | ASKA       | ASKA               | 5:07 |
| 6.             | 「僕のwonderful world」  | ASKA           | ASKA       | 澤近泰輔           | 4:36 |
| 7.             | 「幸せの黄色い風船」     | ASKA           | ASKA       | ASKA               | 5:23 |
| 8.             | 「それだけさ」           | ASKA           | ASKA       | ASKA               | 5:12 |
| 9.             | 「PRIDE」                | ASKA           | ASKA       | 澤近泰輔           | 5:59 |
| 10.            | 「プラネタリウム」       | ASKA           | ASKA       | ASKA               | 3:42 |
| 11.            | 「君」                   | ASKA           | ASKA       | 澤近泰輔           | 4:58 |
| 12.            | 「誰の空」               | ASKA           | ASKA       | ASKA               | 5:14 |
| 13.            | 「I feel so good」       | ASKA           | ASKA       | 藤山祥太           | 5:31 |
| 合計時間:      | 合計時間:                | 合計時間:      | 合計時間:  | 64:49              |      |

## 楽曲解説
- 既発曲の内容に関しては、各収録作品のページを参照のこと。

1. 太陽と埃の中で
1991年に発売されたCHAGE and ASKAの26枚目シングルのセルフカバー。
2022年9月11日に放送されたフジテレビ系列の特別番組『FNSラフ&ミュージック2022〜歌と笑いの祭典〜』にてセルフカバー版を披露し、SNS上で「やっぱり、心をつかまれる」「カッコいい」などと話題になった[3][注釈 1]。
2022年2月に開催されたお笑い大会「G-1グランプリ」のテーマソングとして再録音された「G-1バージョン」が決勝大会で流れ、初披露となった[5]。
2. 自分じゃないか
2020年に発売された配信シングル。
3. 笑って歩こうよ
2021年に発売された13枚目シングル。
4. どんな顔で笑えばいい
2001年6月にCHAGE and ASKAで発売される予定であったシングル曲で、発売予定日が2002年6月26日まで延期、仮歌が2002年に行われたCHAGE and ASKAのツアー「NOT AT ALL」追加公演にて披露されていたがそのままお蔵入りになり、このアルバムで正式に完成した。
5. だからって
6. 僕のwonderful world
2020年に発売された配信シングル。
7. 幸せの黄色い風船
2020年に発売された配信シングル。
8. それだけさ
9. PRIDE
2021年に発売された14枚目シングルで、1989年に発売されたCHAGE and ASKAの「PRIDE」のセルフカバー。
10. プラネタリウム
シングル『笑って歩こうよ』のカップリング曲。
11. 君
12. 誰の空
13. I feel so good
シングル『PRIDE』のカップリング曲。

## クレジット

### 制作関係者
- Recording&Mix：石塚良一 mixed at Flown's room
- Recording：三浦健介
- Mastering Engineer：粟飯原友美（Winns Mastering）
- Executive Producer : 恩田健志（Burnish Stone）
- Director : 定繁正之（Burnish Stone）、和田康誠（Burnish Stone）
- Music Director : 藤山祥太
- Artist Management : 西耕之助（Burnish Stone）
- Photographer：岡田貴之
- Designer：新家敏之（neuhaus）
- Stylist : 東野邦子（NEUTRAL）
- Hair&Make : 咲川倫子
- Editorial Director：西澤祐介
- Special Thanks：わかりあっている仲間たち

### 参加ミュージシャン
| 太陽と埃の中で - Piano, Programming：澤近泰輔 - Drums：佐藤邦治 - Bass：荻原基文 - Guitar：是永巧一、鈴川真樹 - Chorus：SHUUBI、藤山祥太 - 1stViolin：谷口いづみ、沖祥子、地行美穂、青柳萌 - 2stViolin：徳永希和子、山本理紗、小寺里枝、内山ふみ - Viola：河野百合名、島岡万理子 - Cello：奥田日和、佐藤万衣子 自分じゃないか - Piano：澤近泰輔 - Drums：江口信夫 - Bass：荻原基文 - Guitar, Programming：鈴川真樹 - Chorus, Programming：藤山祥太 笑って歩こうよ - Programming：澤近泰輔 どんな顔で笑えばいい - Guitar, Programming：鈴川真樹 だからって - Piano：澤近泰輔 - Drums：江口信夫 - Bass：荻原基文 - Guitar, Programming：鈴川真樹 - Chorus, Programming：藤山祥太 僕のwonderful world - Piano, Programming：澤近泰輔 - Drums：江口信夫 - Bass：荻原基文 - Guitar：鈴川真樹 幸せの黄色い風船 - Piano：澤近泰輔 - Drums：江口信夫 - Bass：荻原基文 - Guitar, Programming：鈴川真樹 - Programming：藤山祥太 | それだけさ - Piano：澤近泰輔 - Drums：菅沼孝三 - Bass：荻原基文 - Guitar, Programming：鈴川真樹 - Programming：藤山祥太 PRIDE - Piano, Programming：澤近泰輔 - Drums：今泉正義 - Bass：惠美直也 - Guitar：鈴川真樹 - Violin：谷口いづみ、沖祥子、徳永希和子、山本理紗、河野百合名 - Viola：河野百合名、三品芽生 - Cello：奥田日和、松尾佳奈 プラネタリウム - Guitar, Programming：鈴川真樹 - Programming：藤山祥太 君 - Programming：澤近泰輔 - Chorus：藤山祥太 誰の空 - Piano：澤近泰輔 - Drums：菅沼孝三 - Bass：荻原基文 - Guitar, Programming：鈴川真樹 - Programming：藤山祥太 I feel so good - Guitar：鈴川真樹 - Chorus, Programming：藤山祥太 |